# Овсепян, Рубен Георгиевич
Рубе́н Гео́ргиевич Овсепя́н (арм. Ռուբեն Գեորգիի Հովսեփյան, 5 мая 1939, Ереван—27 октября 2016) — армянский писатель-публицист; депутат парламента Армении (2003—2007). заслуженный деятель культуры Республики Армения (2014).

## Биография
В 1962 году окончил Ереванский государственный университет по специальности инженер-геолог. Работал геологом в Туркменистане и в Армении. С 1965 года — заведующий отделом газеты «Авангард», с 1966 — корреспондент газеты «Гракан терт», с 1970 — заведующий отделом журнала «Советакан граканутюн». В 1974 году окончил высшие курсы киносценаристов и постановщиков (Москва), после чего работал главным редактором Гостелерадио Армении(1975—1976), в редакции газеты «В эфире Ереван» (1976—1979), заведующий отделом журнала «Советакан граканутюн» (1980—1982), заведующим отделом, главным редактором издательства «Советакан грох» (1982—1987).
С 1968 г. являлся членом (в 1987—1988 — секретарь) Союза писателей Армянской ССР. С 1989 года — главный редактор журнала «Норк».
В 2000—2007 гг. — депутат парламента Армении, был членом (с 2003 — заместителем председателя) постоянной комиссии по вопросам науки, образования, культуры и молодёжи. Член «АРФД».

## Творчество

### Сценарии фильмов
- 1973 — Терпкий виноград
- 1982 — Размик Давоян (документальный)
- 1982 — Самая теплая страна (короткометражный)
- 1985 — Апрель (короткометражный)
- 1985 — Лес (документальный)
- 1985 — Яблоневый сад
- 1990 — Тоска (совм. с Г.Маляном)
- 2008 — Быстрые перемены (Хорватия)[4]

### Избранные сочинения
- Кармен, или китайская стена (пьеса) 2008
- Под абрикосовыми деревьями 2007
- Я — ваша память. — Ереван, 2003
- Вордан кармир. — М., 1984
- Чайки. — Ереван, 1980
- Долгий, чудесный день. — Ереван, 1980
- Самая теплая страна Архивная копия от 10 декабря 2010 на Wayback Machine. — Ереван, 1977
- Первая женщина
- роман о Хачатуре Абовяне
- «Геологи» (1964)
- «Искания» (1965)
- «Крик»(1968)
- «Армянский квартал» (1968)

переводы
- «Сто лет одиночества» Габриэля Гарсиа Маркеса
- «Осень патриарха» Габриэля Гарсиа Маркеса
- «Бог китов» Куитиро Уно
- произведения Л. Толстого, А. Чехова

издания
Под редакцией Рубена Овсепяна в журнале "Норк" был издан на армянском языке нашумевший роман 
- «Каменные сны» Акрама Айлисли

## Награды
- Премия имени Д. Демирчяна Союза писателей Армении (1980) — за повесть «Вордан кармир»
- Президентская премия Республики Армения (2007) — за роман «Под абрикосовыми деревьями»
- Медаль Мовсеса Хоренаци (26 мая 2009) — по случаю Дня Республики[5]
- Заслуженный деятель культуры Республики Армения (23 мая 2014) — по случаю Дня Республики[6]
- Медаль Признательности[арм.] (17 сентября 2016) — по случаю 25-летия Независимости Республики Армения, за вклад в развитие литературы[7]
- почётный гражданин города Армавир

## Семья
Женат. Двое детей, три внука, правнучка.